# Experimental-OP

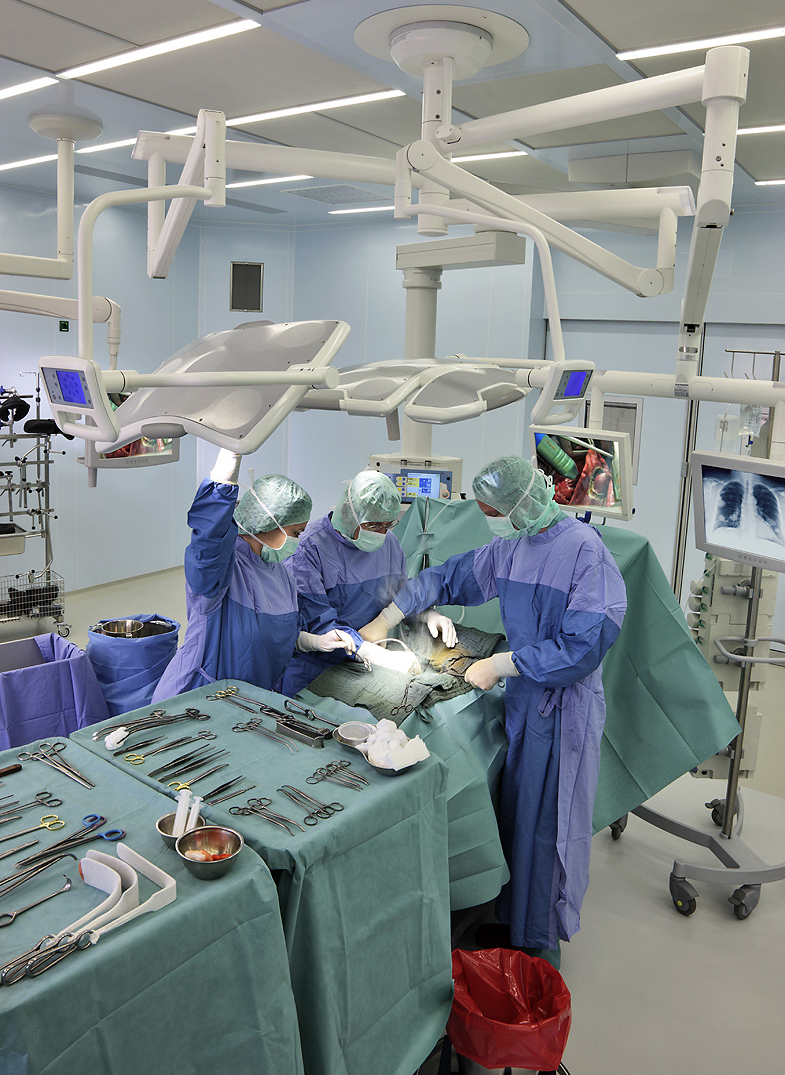
OP-Szene im Experimental-OP Tübingen

Ein Experimental-OP ist eine Einrichtung, in der OP-Technologie, Medizin-, Gebäude- und Textiltechnik im Sinne eines effizienten und sicheren Systems weiterentwickelt, demonstriert und geschult werden. Ohne Patientengefährdung und ohne Betriebsunterbrechung kann in diesem „Experimental-OP“ ein komplettes System in verschiedenen Funktionszuständen nicht nur erklärt und trainiert, sondern auch repariert und gewartet werden. Forschung und Entwicklung neuer Produkte und die Simulation und Optimierung von Arbeitsprozessen sind ebenso Ziel der Anlage.
Der weltweit erste und derzeit einzige „Experimental-OP“ wurde 2006 am Universitätsklinikum Tübingen etabliert und mit zusätzlichen Mitteln des Landes Baden-Württemberg finanziert. Über 80 Industrieunternehmen aus Medizin-, Gebäude-, Textiltechnik sowie Architekten und Planer errichteten einen kompletten OP-Trakt.
Neben Schulungsräumen sind im „Experimental-OP“ wesentliche Funktionsstellen eines Krankenhauses voll funktionsfähig aufgebaut:
- Zwei Operationssäle
- Einleitungs-/Aufwachraum
- Intensivstation
- Sterilgutlager/-versorgung
- Technikräume

In dem vollständig eingerichteten Operationstrakt wird Forschung und Entwicklung ohne Patientengefährdung durchgeführt, denn hierzu sind keine Operationen an Patienten und auch keine Tierversuche notwendig.
Die wesentlichen Themenschwerpunkte im „Experimental-OP“ sind Gebrauchstauglichkeit und nutzerorientierte Gestaltung, Hygiene, Technologieentwicklung, Systemintegration, Personalausbildung, -weiterbildung und -qualifikation, Krankenhausplanung, -bau und -zertifizierung.

## Gebrauchstauglichkeit und User Centered Design

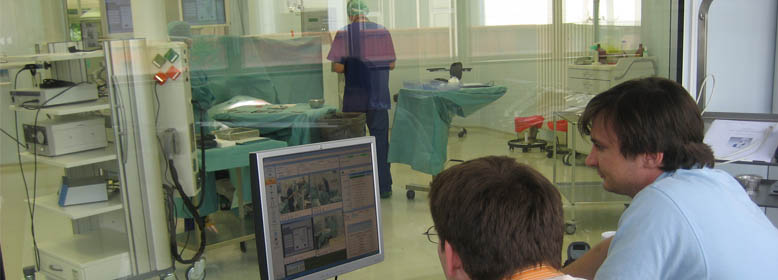
Gebrauchstauglichkeitstest im Experimental-OP Tübingen

In enger Zusammenarbeit mit Hochschulen, der Industrie und den medizinischen Anwendern werden im „Experimental-OP“ medizinische Produkte und Bedienkonzepte entsprechend der internationalen Standards EN 62366 und EN 60601-1-6 und den Anforderungen des Usability Engineerings entwickelt, designt und hinsichtlich ihrer Gebrauchstauglichkeit evaluiert. Ferner können im „Experimental-OP“ unter realistischen Bedingungen Nutzeranforderungen und Nutzerziele erhoben und diskutiert werden. Mit der am „Experimental-OP“ entwickelten Methode „UseProb“ werden Gebrauchstauglichkeitsprobleme und medizinische Geräte hinsichtlich ihres Risikos unter besonderer Berücksichtigung der Patientensicherheit im Rahmen des Risikomanagements nach ISO 14971 bewertet. Diese Usabilitystudien sind Voraussetzung für die Zulassung zu den klinischen Prüfungen nach DIN ISO 14155 und MEDDEV 2.7.1. Sie beruhen auf der Novellierung des Medizinproduktegesetzes im Jahr 2009.

## Hygiene
Im Experimental-OP kann unter realistischen Bedingungen das Zusammenspiel von Geräten und der spezialisierten Klimatechnik (TAV) untersucht und erprobt werden. Zusammen mit den Entwicklern aus der Industrie können hygienisch sicher und aufbereitbare Medizinprodukte entwickelt, sowie praxisorientierte Aufbereitungsanleitungen gemäß der Medizinprodukte-Betreiberverordnung (MPBetreibV) entworfen werden. Bereits bestehende Produkte werden hinsichtlich ihrer hygienischen Tauglichkeit beurteilt und zusammen mit dem Hersteller weiterentwickelt.

## Technologieentwicklung

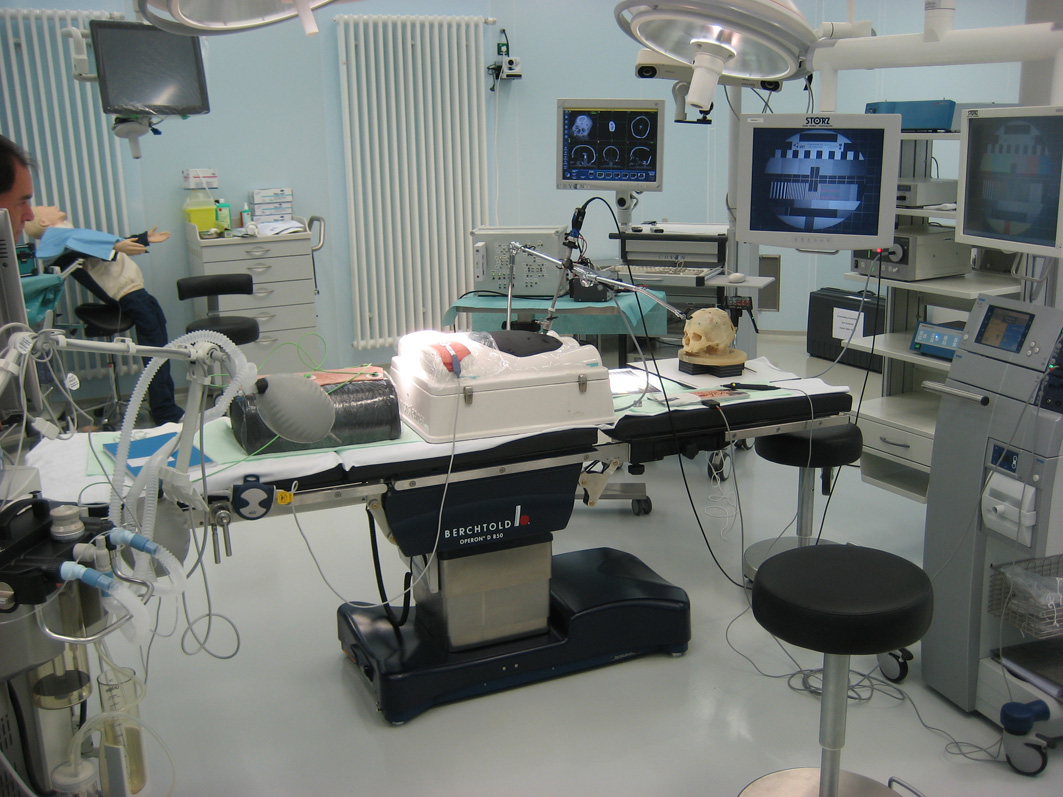
Koexistenztest im Experimental-OP Tübingen

Unterschiedliche Unternehmen nutzen den „Experimental-OP“ als Labor für Forschung und Entwicklung neuer Technologien und Dienstleistungen, die für  Planung, Bau und Betrieb von Gesundheitseinrichtungen dienen. Hierbei ermöglicht der Experimental-OP den Betrachtungswinkel von der alleinigen Produktentwicklung auf die Anforderungen, Prozesse und Arbeitsaufgaben im Krankenhaus zu erweitern. Produkte können unter Berücksichtigung des Systems Krankenhaus, der beeinflussenden Technik und den Anforderungen der Anwender integriert entwickelt und evaluiert werden. Hierbei sind  u. a. neben der Produktprüfung auf Systemfähigkeit innerhalb des OPs, Überprüfung von Medizinprodukten und -geräten hinsichtlich ihrer Aufbereitung, Ergonomie, Workflows und Effizienz in diesem Labor möglich (z. B. Koexistenztests nach ANSI C63.18-1997, EDV-Systeme nach ISO 80001, Lüftungssysteme nach DIN 1946-4). Weltweit einzigartig können hier Entwickler in der Rolle eines Arztes oder einer Pflegekraft sämtliche Prozesse und Arbeitsschritte innerhalb einer Simulation nachvollziehen und selber durchführen und somit anwenderorientierte Produkte entwickeln.

## Personalausbildung, -weiterbildung und -qualifikation
Die enge Verzahnung von Theorie und Praxis ist im Experimental-OP live erlebbar, unterstützt durch modernste didaktische Konzepte und Technik. Der „Experimental-OP“ eignet sich u. a. für die Ausbildung von 
- Operationstechnischer Assistent (OTA) und Anästhesietechnischer Assistent (ATA)
- Fachweiterbildung für Ärzte, Pflegekräfte sowie Ingenieure, Servicetechniker und Produkteberater
- Studentische Ausbildung
- „OP-Führerschein“ für Medizinstudenten und Firmenmitarbeiter
- Gebrauchstauglichkeit für Anwender, Betreiber und Hersteller nach EN 60601-1-6 und EN 62366
- Schulungen im Bereich Krankenhaus Planung und Bau

## Krankenhausplanung, -bau und -zertifizierung
Die Erkenntnisse aus Forschung, Entwicklung und Prüfung im Tübinger „Experimental-OP“ werden von dem Branchen-Cluster „Innovative Hospital“ in die Planung, Realisation und Betrieb weltweit von Krankenhäusern überführt.